# Gwen Berrou
Gwen Berrou (...) è un'attrice e attrice teatrale belga.

## Biografia
Impegnata principalmente in campo teatrale, ottiene la notorietà con l'interpretazione di Martha in Un'estate da giganti nel 2011.

## Filmografia
- Un'estate da giganti (Les Géants), regia di Bouli Lanners (2011)
- Mobile Home, regia di François Pirot (2012)
- Henri, regia di Yolande Moreau (2013)
- La tendresse, regia di Marion Hänsel (2013)

## Riconoscimenti
- 2012 – Premio Magritte
  - Miglior attrice non protagonista per Un'estate da giganti (Les Géants)